# Peter K. Kapitza
Peter K. Kapitza (* 1942) ist ein deutscher Germanist, Japanforscher und Verleger.

## Leben
Kapitza schloss sein Studium der Germanistik an der Ludwig-Maximilians-Universität München im Jahr 1968 mit der Dissertation über den Zusammenhang von romantischer Dichtungstheorie und zeitgenössischer Chemie  ab und wurde zum Doktor der Philosophie (Dr. phil.) promoviert.  Es folgte eine mehrjährige Tätigkeit als Lektor an der Universität Tokio.  Während dieser Zeit floss die japanische Kultur und Geschichte auch in seine wissenschaftlichen Interessen ein. Kapitzas Habilitationsschrift Ein bürgerlicher Krieg in der gelehrten Welt zur Querelle des Anciens et des Modernes erschien 1981. Zwei Jahre darauf gründete er den Iudicium Verlag in München.
Neben dem Druck und der Herausgabe zahlreicher Schriften zu Japan und Ostasien sowie Publikationen im Bereich von Deutsch als Fremdsprache (DaF) und Germanistik machte Kapitza sich auch einen Namen durch eigene Forschungen über die Entwicklung des europäischen Japanbildes. Als besonders einflussreich erwiesen sich seine Arbeiten zur Rezeption des Japanreisenden Engelbert Kaempfer im Zeitalter der Aufklärung, die einen Paradigmenwechsel in der einschlägigen Forschung einleiteten.
Das zweibändige Monumentalwerk „Japan in Europa“ (1990) erwies sich als ähnlich einflussreich. In der Form sachkundig kommentierter Auszüge (450 Texte, dazu 600 Bilddokumente) führte Kapitza seinen Lesern erstmals die Fülle des Schrifttums vor Augen, das europäische Reisende, Missionare, Kaufleute, Sprachforscher, Schriftsteller etc. von Marco Polo bis Wilhelm von Humboldt über das fernöstliche Inselreich verfasst hatten.

## Ehrungen
- 2004 empfing Kapitza in Anerkennung seines Beitrags zur japanologischen Forschung und als Leiter des Iudicium Verlags den JaDe-Preis der JaDe Stiftung in Köln.[3]
- 2017 erhielt er den Orden der Aufgehenden Sonne am Band (goldene Strahlen) für seinen Beitrag zur Präsentation der japanischen Kultur sowie für die Förderung des Japan-Verständnisses in Deutschland.[4]
- 2019 überreichte ihm der Justizminister Georg Eisenreich das Bundesverdienstkreuz am Bande für das Engagement zur Förderung des interkulturellen Verständnisses zwischen Japan und Deutschland.[5]

## Schriften
- Hrsg.: W. Betz und H. Kunisch: Die frühromantische Theorie der Mischung. Über den Zusammenhang von romantischer Dichtungstheorie und zeitgenössischer Chemie (= Münchener germanistische Beiträge, Bd. 4). Dissertation. Hueber, München 1968 DNB 481610367
- Engelbert Kaempfer und die europäische Aufklärung. Zur Wirkungsgeschichte seines Japanwerks im 18. Jahrhundert. In: Kommentarband zu "Engelbert Kaempfer: Geschichte und Beschreibung von Japan". 4 Bände in Kassette. Berlin, Heidelberg, New York: Springer, 1980.
- Ein Bürgerlicher Krieg in der gelehrten Welt. Zur Geschichte der „Querelle des Anciens et des Modernes“ in Deutschland. Habilitationsschrift. Wilhelm Fink Verlag, München 1981, ISBN 978-3-7705-1927-9.
- Als Hrsg.: Japan in Europa. Texte und Bilddokumente zur europäischen Japankenntnis von Marco Polo bis Wilhelm von Humboldt. Iudicium Verlag, München 1990 (Band 1: 957 Seiten; Band 2: 1024 Seiten; Begleitband: 96 Seiten). ISBN 3-89129-990-7
  - CD-ROM. Iudicium Verlag, München 2008, ISBN 978-3-89129-992-0.
- Engelbert Kaempfer und die europäische Aufklärung. Dem Andenken des Lemgoer Reisenden aus Anlass seines 350. Geburtstags am 16. September 2001. Iudicium Verlag, München 2001, ISBN 978-3-89129-991-3.